# NHKオーディション
NHKオーディション（エヌエイチケイオーディション）とは、日本放送協会（NHK）に出演を希望あるいは予定している邦楽・洋楽（クラシック音楽）・軽音楽の歌手・演奏者に対して行われた資格審査会のことである。この項目では特に軽音楽部門について記述する。

## 解説
1970年代前後の紅白歌合戦などNHKの音楽番組出場の絶対条件であり、既に合格している歌手でも別形態で出演希望の場合は受け直す必要があった。例、出門英→ヒデとロザンナ。ザリバ→矢野顕子。
当初は、録音テープでの応募や無審査が認められたケースもあったが、その後は生演奏・生歌唱に限定された。歌手の場合、ギターなどの持ち込みは可能だったが、NHK側で用意したピアノ・アコーディオン・ドラムの伴奏で歌唱しなければならず、原曲とは異なる編曲やリズムに苦戦する者も多かった。1980年代は、一部参加者にバンド編成での演奏が許可されたが、それ以外のバンドはカラオケ音源で歌唱することもあった。
審査会は毎月一回開催され、1969年当時の合格率は平均60組中、1〜2割程度であった。1980年代に参加した者の証言では、一般的な道徳観を持ち常識的に対応すればほぼ合格したとする説や、合格率はおよそ50%であったとする説がある。
審査は加算方式。実演・トークのほか態度も重視され、実際に五十嵐浩晃のように審査員の倫理観に合致しない態度をとった場合は不合格となった例もある。五十嵐の場合、落選直後に大ヒット曲が出たことでNHK側から歌番組『レッツゴーヤング』の出演依頼があったが、審査を通過していないことが判明したためキャンセルされたことがある。
一部の雑誌で報じられたことはあったものの、その存在は業界関係者のみ知られるものであった。一般大衆に広く知られるようになったのは、1973年にアイドル歌手として人気絶頂だった浅田美代子がNHKの歌番組に出演しないことが話題になったからだとされている。ちなみに、同年10月初旬に浅田は4回目（あるいは5回目）の審査で合格し、その際に特例で記者会見を開いている。余談だが、浅田の人気にあやかりたいNHKの番組制作者（滝大作）が苦肉の策として、合格前にバラエティ番組『お笑いオンステージ』（9月7日収録）の喜劇コーナー「てんぷく笑劇場」に人気歌手役で出演させ、持ち歌『ひとりっ子甘えっ子』を歌わせたことがリークされ問題となり、翌月の合格を待って放送（10月7日）された経緯がある。
その後は一種のステータスとして認識されるようになり、あのねのねやとんねるずのように、型破りな芸風が持ち味の歌手が合格した場合に雑誌の記事になったこともある。
軽音楽部門は既に廃止されている（時期不明）。昭和時代は民放でも同様の審査会を行っており、落選経験などのエピソードを後の大物アーティストが披露することが多々ある。

## 主な審査員

### 軽音楽部門
- 服部良一[6]
- 藤山一郎[13]
- レイモンド服部[1]
- 紙恭輔[1]
- 白仁田昇（NHKプロデューサー）[1]
- アントニオ古賀[14]

### 邦楽部門
- 長沢勝俊[15]
- 山岡知博（邦楽研究家）[15]
- 竹内道敬[15]

## 伴奏担当者
- 横森良造（アコーディオン） [16]